# Chikkun Takkun
Chikkun Takkun (яп. チックンタックン Тиккун Таккун) — манга, написанная и иллюстрированная Сётаро Исиномори. На основе сюжета манги студией Pierrot был выпущен аниме-сериал из 23 серий, который транслировался по каналу Fuji Television с 9 апреля 1984 по 28 сентября 1984. Главное действие разворачивается вокруг инопланетного утёнка — Тиккуна и его последователя — учёного Таккуна. Вместе с новыми земными друзьями они пытаются остановить злых инопланетян от вторжения на Землю.

## Сюжет манги
По сюжету манги рядом с домом главной героини Мико совершает аварийную посадку маленький инопланетянин по имени Тиккун. Неподалёку от этого места аварийную посадку совершают также и Доктор Белл и Гидзи-Гидзи, которые хотят поработить Землю. Но позже их одолевают Тиккун и Таккун. Манга выпускалась во многих журналах с 1982 по 1984 год, но выпуск закончился с началом трансляции аниме.

## Сюжет аниме
Тиккун — молодой принц из планеты «Р» и его защитник — робот, отправляются на Землю, чтобы найти энциклопедию «Варутин». Книга при подключении к компьютерной системе может делать практически всё. Когда Тиккун приземляется на Землю, то сразу влюбляется в земную девочку по имени Мико. Она является лидером девичьей группы «Кюнкюнс», которая позже будет помогать Тиккуну и его друзьям. В это время на землю прибывают Доктор Белл и его личный ассистент Гидзи-Гидзи. Они хотят поработить Землю с помощью энциклопедии Варутин. Тиккун, Мико и команда Кюнкюнс объединяются, чтобы остановить злодеев.

## Список персонажей
- Утёнок Тиккун (яп. チックン・ダック Тиккун Дакку)

Молодой принц, прибывший из планеты «Р». Отправляется на Землю, чтобы разыскать энциклопедию Варутин. По сюжету манги он отправляется на Землю, чтобы исследовать планету. У него инфантильный характер, и он очень любопытен. Сэйю: Сугая Масако
- Таккун (яп. タックン・ハット Таккун Хатто)

Всегда сопровождает Тиккуна. Он же королевский советник его семьи. Может, как главный персонаж из сериала Doraemon, извлекать из себя любые объекты. У него острый глаз и он также мудрый учёный. Уважает Тиккуна. Сэйю: Кимоцуки Канэта
- Мико Минамида (яп. 南田 ミコ Минамида Мико)

12-летняя девочка. Она первая встретила Тиккуна на Земле. Является лидером девичьей группы Кюнкюнс. Очень дружелюбная и добрая, но при опасной ситуации становится очень жесткой. В манге у неё коричневые волосы и прямая чёлка. В аниме у неё кудрявые рыжие волосы. Сэйю: Мина Томинага
- Дзитабата (яп. ジタバタ・メカマン Дзитабата Мэкаман)

Королевский телохранитель Тиккуна на планете «Р». Это гигантский и мощный робот, который может преобразовываться в ракету. Несмотря на это, у него очень спокойный и добрый характер. Сэйю: Тацута Наоки
- Доктор Белл (яп. ドクター・ベル Докута Бэру)

Провозгласил себя «Последним Великим Злодеем Планеты «Р». Именно он украл энциклопедию Варутин для того, чтобы поработить всю Землю. Доктор Белл похож на чёрный гриб, и на голове у него есть колокольчик, который всегда звенит при ходьбе. Он очень вспыльчивый и его легко вывести из себя. Сэйю: Тиба Сигэру
- Гидзи-Гидзи (яп. ギジギジ Гидзи Гидзи)

Верный помощник доктора Белла. Выглядит как паук-робот. Обладает большим мастерством в области механики. Очень предан доктору Беллу. В манге он чёрного цвета, в аниме — красного. Сэйю: Огата Кэнъити
- Кюнкюнс (яп. キュンキュンズ Кюнкюндзу)

Команда Мико. Состоит их четырёх девочек. Появляются только в аниме. Маки — самая старшая в группе и ведёт себя как сорванец, Мукко носит очки и хорошо разбирается в механике. Мэко самая спокойная и тихая, а Моко самая молодая и милая в группе, но создаёт множество проблем. Сэйю: Сакамото Тика (Маки), Мацуи Наоко (Мукко), Мацутани Юко (Мэко), Кодзиро Тиэ  (Моко)
- Энциклопедия Варутин (яп. ワルチン大事典 Варутин Дайдзитэн)

Книга, которая считается злом в планете «Р», по крайне мере так читает отец Тиккуна — король планеты «Р». Она может самостоятельно говорить если её подключить к компьютеру. Сэйю: Такигути Дзюмпэй

## Список серий
1. The Spring Breeze Rides In On A Gag: Our Alien Arrival (春風はギャグに乗り おさわが星人ご到着)
2. Appear! Jump! Flower Kyun Attack!! (みせます!跳びます!花キュンアタック!!)
3. Super Angry Mom! Ikebana Major Panic! (スーパーママ怒る! 生け花大パニック!!)
4. Girl On The Phone!? Battle of the Telephone Book Invitation(電話からギャル!? お誘いテレホン大作戦)
5. The Revenge of Dr. Bell! The Roaring Rock Saw (Dr.ベルの大逆襲!ノコギリ岩にほえる)
6. Fantastic Voyage! Dondemo Great Race (ミクロの決死圏! とんでも大レース)
7. First Love Disappeared in the Night Fog? It's Not A Sad Dream!! (夜霧にきえた初恋? 泣かせる夢じゃん!!)
8. Messengers From Space! Am I Really Pretty? (宇宙からの使者! あたし本当にきれい?)
9. Video Surprise! Ojama Monster Rampage (ビデオびっくり!おじゃま怪獣大あばれ)
10. Watch Out Miko: Panic Coaster (ミコちゃんあやうし パニックコースター)
11. Isn't It Amazing! Terrifying Squeaking Flowers (スゴ〜イですね! 恐怖のチューチュー花)
12. The Awful Guy From Outer Space (宇宙から来たイヤ〜なやつ)
13. Let It Fly! Hachamecha Auto Racing (ブッ飛ばせ! ハチャメチャ自動車レース)
14. Primeval Dinosaur VS Don Frilled Lizard (原始恐竜VSエリマキトカゲドン)
15. A Dabble In Sweets! (甘い物に手を出すな!)
16. Waruchin Land of Hell (地獄のワルチンランド)
17. I Can Laugh Too: Mayhem (笑っていいとも 大騒動)
18. Startling!! Ghoul Army (どっきり!! オバケ軍団)
19. Thief Moon River Appearance (怪盗ムーンリバー登場)
20. Great Race to the Other Side of the World (地球の裏まで大レース)
21. First Love Was A Terrible Person (初恋のかれはヒドイ人)
22. I Didn't Cause This!? A Baby (誘かいされた!? 赤ン坊)
23. Waruchin The Endurance (ワルチン・ザ・ガマン)